# Ren Hang
Ren Hang (任航S, Rén HángP; Shenyang, 23 febbraio 1989) è un calciatore cinese, difensore del Wuhan San Zhen e della nazionale cinese.

## Carriera

### Club
Ha giocato nella prima divisione cinese.

### Nazionale
Ha esordito in nazionale nel 2014.

## Palmarès

### Club
- Coppa della Cina: 1

Jiangsu Sainty: 2015
- Supercoppa di Cina: 1

Jiangsu Sainty: 2013
- China League One: 1

Wuhan Three Towers: 2021
- Campionato cinese: 1

Wuhan Three Towers: 2022